# Jessica erythrostoma
Jessica erythrostoma är en spindelart som först beskrevs av Cândido Firmino de Mello-Leitão 1939. 
Jessica erythrostoma ingår i släktet Jessica och familjen spökspindlar. Inga underarter finns listade i Catalogue of Life.